# Eilema inconcpicualis
Eilema inconcpicualis là một loài bướm đêm thuộc phân họ Arctiinae, họ Erebidae.